# 薛埠镇
薛埠镇，是中华人民共和国江苏省常州市金坛下辖的一个乡镇级行政单位。

## 行政区划
薛埠镇下辖以下地区：
薛埠社区、绿化社区、西阳社区、东进村、上阳村、薛埠村、连山村、方麓村、上阮村、赤岗村、山蓬村、长山村、罗村、花山村、东窑村、茅庵村、河口村、方麓茶场村、茅东林场村、泉江村、下杖村、石马村、神亭村、致和村、倪巷村、西阳村、塔山村、对达村、仙姑村、茅东村、茅麓茶场村和彭城村。